# Joel Polis
Joel Polis (Filadélfia, 3 de outubro de 1951) é um ator norte-americano de cinema, televisão e teatro. Ele já apareceu em dezenas de produções televisivas e cinematográficas ao longo de sua carreira.

## Carreira
O primeiro papel de Polis no cinema foi o personagem Fuchs no filme de ficção científica The Thing (1982). Participou de várias séries de televisão, entre as quais Cheers, Alien Nation, Northern Exposure, Roseanne, Seinfeld, Star Trek: Voyager, Home Improvement, Boston Legal, CSI: Crime Scene Investigation, CSI: Miami, CSI: NY e NCIS. Em Cheers, apareceu no papel recorrente do malicioso Gary, dono do bar rival, Gary's Olde Towne Tavern.

## Filmografia parcial
| Ano  | Título                     | Papel                |
| ---- | -------------------------- | -------------------- |
| 1982 | The Thing                  | Fuchs                |
| 1984 | Best Defense               | Primeiro Agente      |
| 1989 | True Believer              | Dean Rabin           |
| 1990 | My Blue Heaven             | Procurador dos EUA   |
| 1990 | The Rookie                 | Lance                |
| 1992 | Fly by Night               | Halbein              |
| 1996 | It's My Party              | Tim Bergen           |
| 1999 | Tumbleweeds                | Vice-diretor         |
| 2000 | Attraction                 | William              |
| 2002 | A Light in the Darkness    | Corporate Flunkie #1 |
| 2003 | Alien Hunter               | Copeland             |
| 2006 | Fallen Angels              | Horace Millhouse     |
| 2015 | The Return of Mike and Ike | Cara mau 1           |